# Tichina Arnold
Tichina Rolanda Arnold (New York, 28 juni 1969) is een Amerikaanse actrice. Ze is vooral bekend van haar rollen in sitcoms, met name als Pamela "Pam" Jones in Martin (1992-1997) en Rochelle in Everybody Hates Chris (2005-2009). 
Ze begon haar carrière als jeugdactrice met bijrollen in twee televisiefilms, gevolgd door Little Shop of Horrors (1986). Vervolgens speelde zij in de sitcoms Happily Divorced, Survivor's Remorse en The Neighborhood.

## Filmografie (selectie)

### Films
- Little Shop of Horrors (1986)
- How I Got into College (1989)
- Scenes from a Mall (1991)
- Big Momma's House (2000)
- Wild Hogs (2007)
- Drillbit Taylor (2008)
- The Lena Baker Story (2008)
- Dance Flick (2009)
- Top Five (2014)
- The Last Black Man in San Francisco (2019)
- Countdown (2019)
- Runt (2020)
- The Main Event (2020)

### Televisieseries
- Ryan's Hope (1987-1989)
- All My Children (1990-1991)
- Martin (1992-1997)
- Everybody Hates Chris (2005-2009)
- Raising Hope (2011)
- Happily Divorced (2011-2013)
- Survivor's Remorse (2014-2017)
- The Neighborhood (2018-heden)